# Campanula stenocarpa
Campanula stenocarpa là loài thực vật có hoa trong họ Hoa chuông. Loài này được Trautv. & C.A.Mey. mô tả khoa học đầu tiên năm 1856.